# ムネアカヒワ
ムネアカヒワ(common linnet)は、アトリ科の鳥である。Carduelis cannabinaという学名は、大麻を好むことに由来し、英名はリンネルの原料になるアマの種子を好むことに由来する。

## 外見
ムネアカヒワはスリムな鳥で、長い尾を持つ。上半分は茶色で、喉は汚れた白色、嘴は灰色である。夏季の雄は首筋が灰色、頭の斑点と胸は赤色である。雌や幼鳥には赤色はなく、下半分が白色で胸には淡黄色の筋がある。

## 系統発生
ヒワ属と近縁のカナリア属の種の系統発生関係は複雑で完全には解明されていない。

## 分布

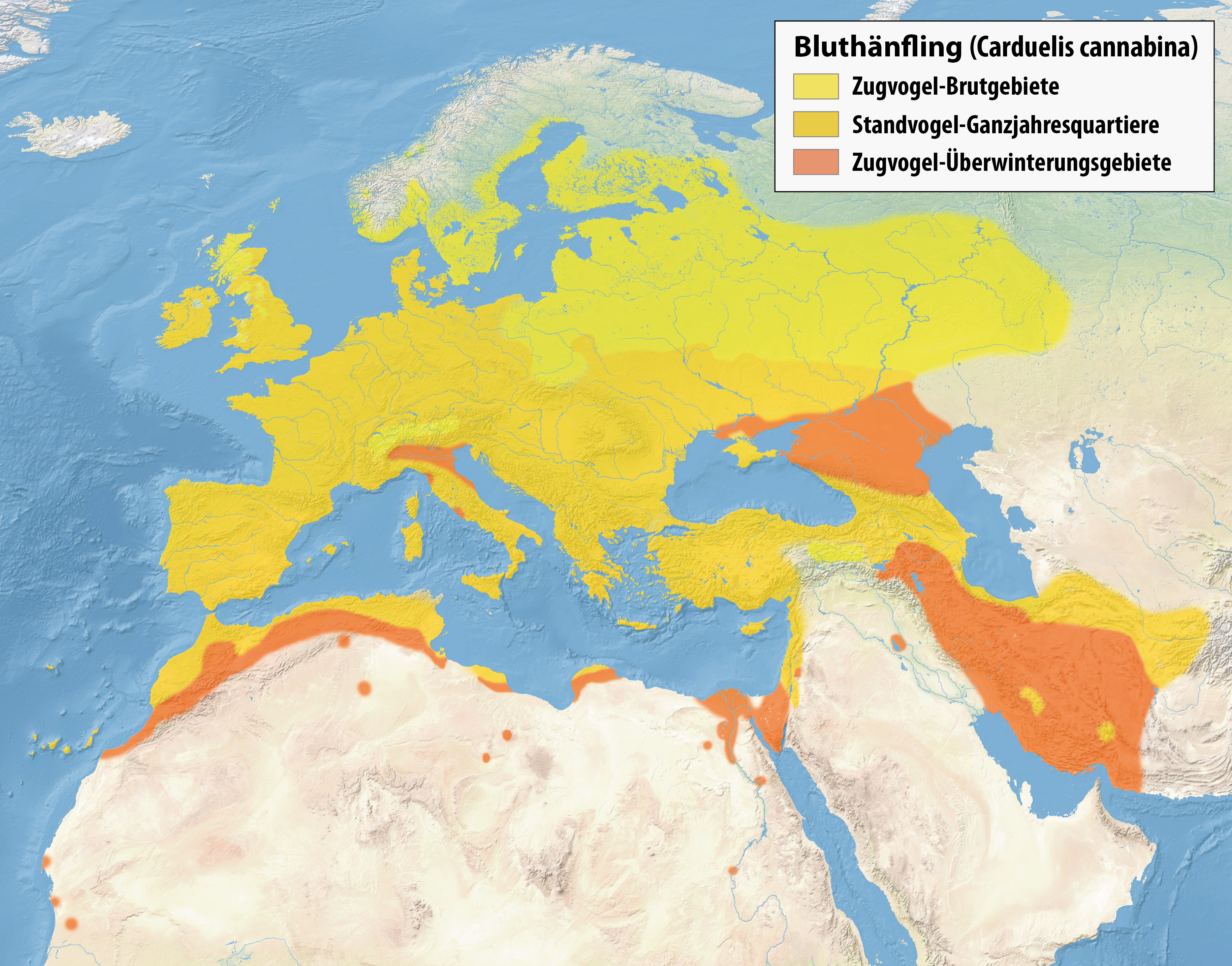
ムネアカヒワの分布。

ムネアカヒワは、ヨーロッパ、西アジア、北アフリカで繁殖する。定住もするが、東や北に住むものの多くは、南方や沿岸に渡る。岸から何百マイルも内陸で見つかることもある。

## 行動

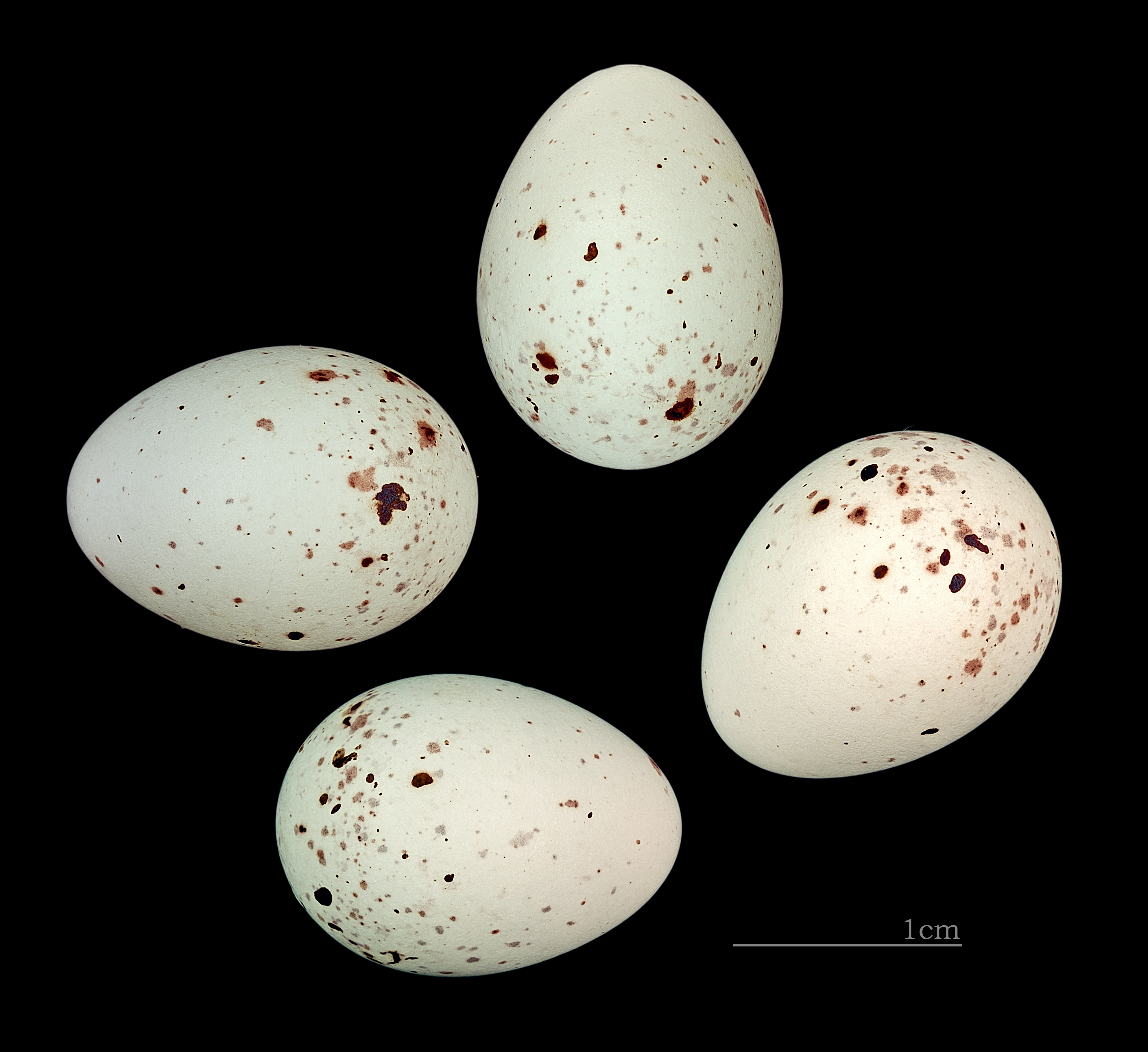
ムネアカヒワの卵。

繁殖には、開けた土地であつい藪のある場所が好まれる。藪の中に巣を作り、4-7個の卵を産む。
この種は繁殖期以外に、沿岸や海辺の湿地帯で時にはキバシヒワ等のアトリ科の他の種も交えて、大きな群れを作ることがある。
餌としては、地面や藪の下の方で主に種子を食べる。幼鳥も同じものを食べる。耕地雑草の殆どやタデ属、ノハラガラシやナズナを含むアブラナ科、ハコベ、タンポポ、アザミ、ノゲシ、カミツレモドキ、ノボロギク、ヒトシベサンザシ、カバノキ属等の小型から中型の種子を好む。また、少しの無脊椎動物も餌とする。

## 保存
ムネアカヒワは、国際自然保護連合（IUCN）は、ムネアカヒワの保全状況を軽度懸念、つまり、近い将来絶滅に瀕する可能性は低いとしている。しかし、イギリスの生物多様性国家戦略では、優先種として位置付けており、1981年の野生生物及び田園地帯法で保護している。と言うのも、イギリスでは、個体数が減少しており、これは農薬の使用の増加、低木の除去、境界の変更等のためであるとされる。個体数は、1968年から1991年の間に56%減少した。1980年から2009年の間、Pan-European Common Bird Monitoring Schemeによると、ヨーロッパ全体の個体数は62%減少した。

## 写真集

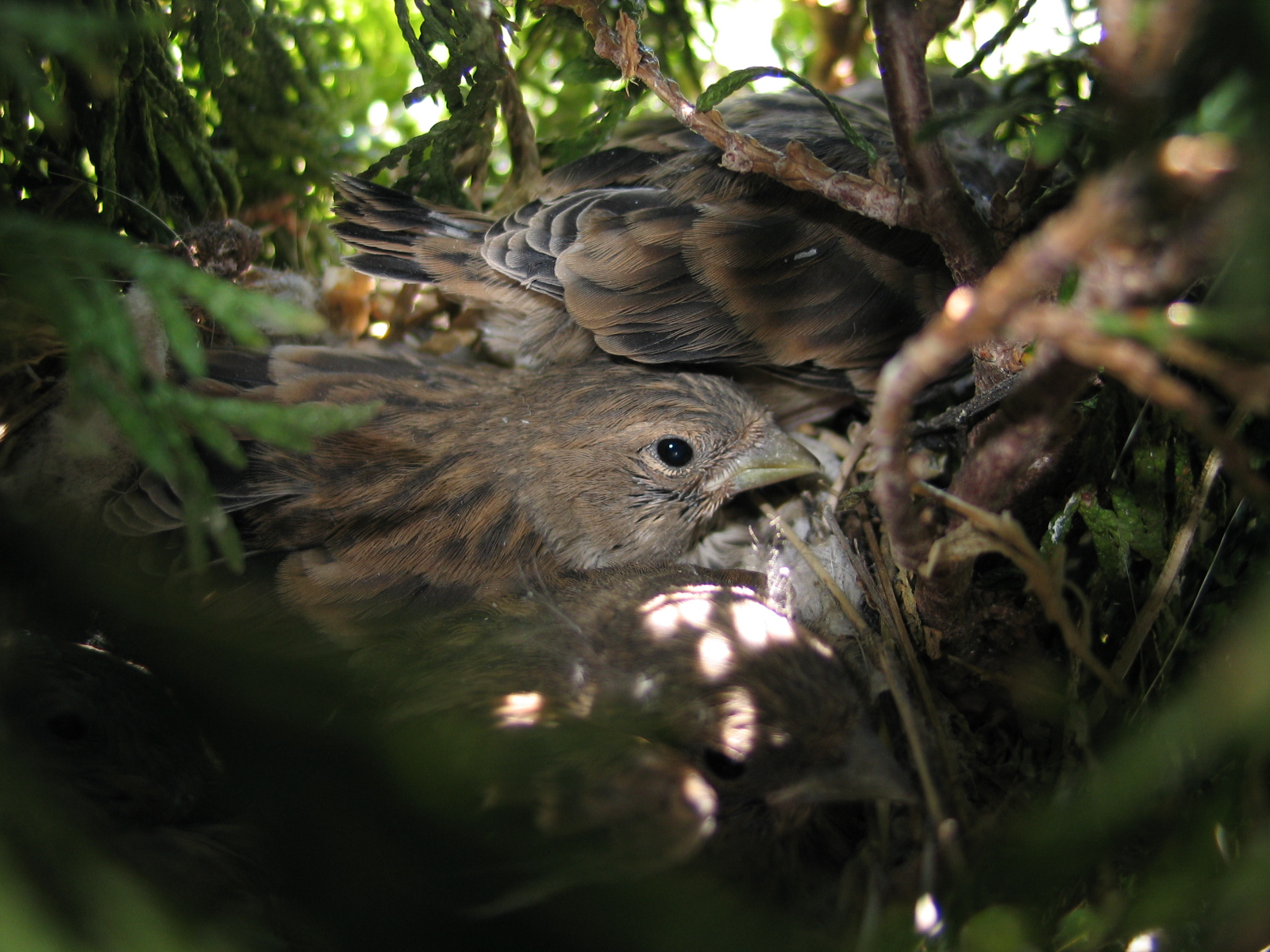
巣の幼鳥。
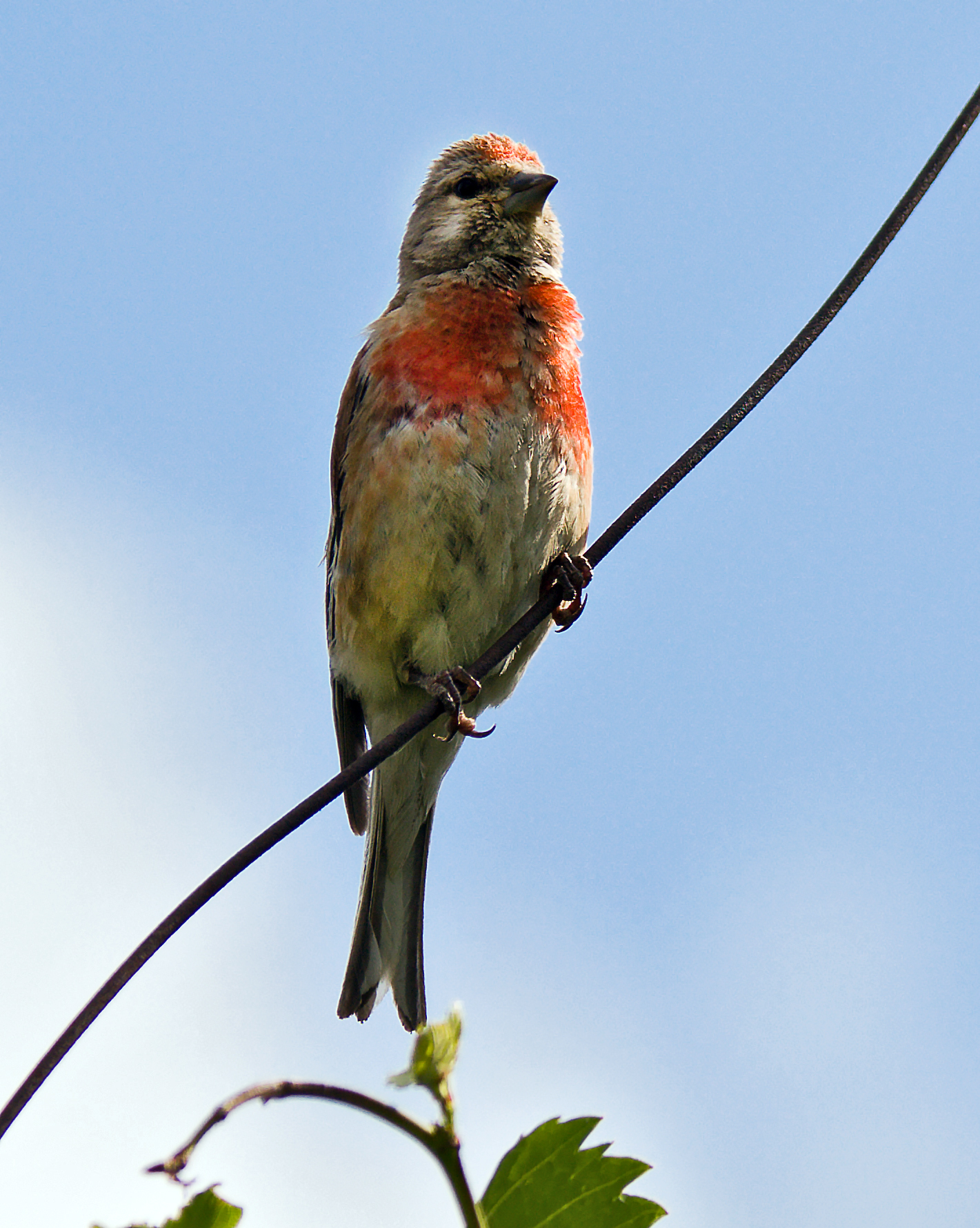
ムネアカヒワのオス。
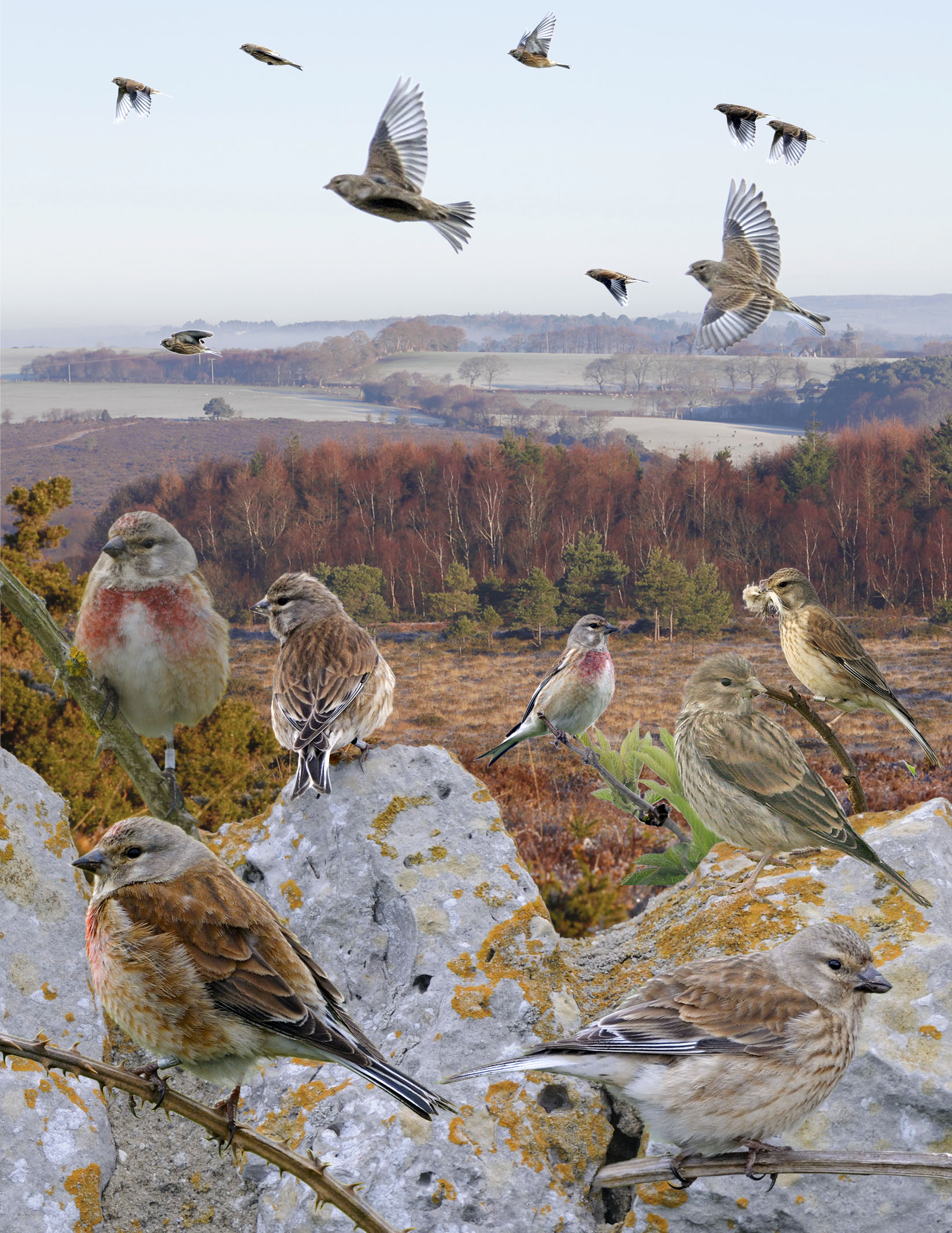
アイルランドで撮影されたムネアカヒワ。